# Нанита
Нанита, ранее Наниаур (осет. Наниатæ, груз. ნანიაური — Наниаури) — село в Закавказье, расположено в Цхинвальском районе Южной Осетии, фактически контролирующей село; согласно юрисдикции Грузии — в Горийском муниципалитете.

## География
Село располагается к югу от осетинского села Сатикар и к северу от села Ксуис вблизи границы с собственно Грузией.

## Население
По переписи 1989 года село населяли осетины (100 % из 112 жителей). По переписи населения 2015 года — 148 человек.

## История
В период южноосетинского конфликта в 1992-2008 гг. село находилось на границе с зоной контроля Грузии, из-за чего опустело. После войны в августе 2008 года окрестности села полностью перешли под контроль РЮО.

## Топографические карты
- Лист карты K-38-65 Ленингори. Масштаб: 1 : 100 000. Издание 1979 г.